# 새비지 가든
새비지 가든(Savage Garden)은 오스트레일리아의 팝 록 듀오이다.

## 디스코그래피
- Savage Garden (1997)
- Affirmation (1999)